# Schleswig (Schiff, 1902)
Die Schleswig des Norddeutschen Lloyd (NDL) in Bremen war ein Einzelschiff. Das relativ kleine Passagierschiff wurde 1902 in Stettin für den Südamerikadienst der Reederei gebaut. Ab 1904 wurde das Schiff für verschiedene Linien im Mittelmeer und für Kreuzfahrten eingesetzt.
1914 wurde die Schleswig  zum Lazarettschiff hergerichtet und später als Truppentransporter eingesetzt. Nach Kriegsende wurde es noch unter deutscher Flagge für Repatriierungsfahrten verwandt. Ende 1919 wurde das bereits nach Großbritannien abgelieferte Schiff Frankreich als Reparation zugeteilt und ab 1922 unter dem Namen General Duchesne von der Messageries Maritimes eingesetzt. Ende 1932 wurde das Schiff aus dem Dienst genommen und in La Seyne-sur-Mer abgewrackt.

## Geschichte
Die Schleswig war ein von der AG Vulcan in Stettin für den NDL gebautes Einzelschiff, das etwas kleiner war als die zu gleicher Zeit entwickelten Reichspostdampfer der Feldherren-Klasse. Sie sollte Passagiere auf der Route nach Südamerika zum NDL ziehen und war bei der Indienststellung das größte deutsche Schiff in diesem Fahrtgebiet. Der Doppelschraubendampfer hatte zwei Masten und einen Schornstein und ein langgezogenes Deckshaus.
Am 14. September 1902 trat die Schleswig ihre Jungfernreise von Bremerhaven über Antwerpen zum La Plata an. Da sie das einzige Passagierschiff des NDL auf dieser Route blieb, blieb der Erfolg des Schiffes hinter den Erwartungen zurück.
1904 entschloss sich der NDL, die Schleswig zu einem Luxusdampfer umzubauen, um sie von Marseille über Neapel nach Alexandria einzusetzen. Diese Linie sollte vorrangig dem Tourismus im Mittelmeer dienen, konnte auch als passagierfreundlicher Zubringer zu den Reichspostdampferlinien nach Ostasien und Australien genutzt werden. Am 9. November 1904 nahm die Schleswig diesen Dienst auf. Sie war das größte Zubringerschiff, nachdem der NDL seit Bestehen der Postdampferlinien schon mit verschiedenen kleineren Dampfern (Braunschweig, Adler, Sperber, Stettin, Danzig) derartige Versuche unternommen hatte. Neben der Schleswig kam noch 1904 die Hohenzollern (ex Kaiser Wilhelm II.) als zweites Schiff auf dieser Route zum Einsatz.
Noch im Jahr 1904 führte die Schleswig ihre erste Kreuzfahrt durch, als der NDL eine Sonderreise des Schiffes nach Sizilien, Griechenland und Kleinasien anbot. Auch in den folgenden Jahren verblieb das Schiff meist im Mittelmeer und bot Liniendienste an, die häufig verändert wurden, um mehr Kunden anzusprechen oder sich den Bedingungen der Kriege anzupassen. Dazu kamen gesonderte Vergnügungsreisen, die überwiegend durch das Mittelmeer aber auch bis in das Schwarze Meer führten.
Die Hohenzollern fiel im April 1908 als Partner durch Strandung aus und wurde ab Ende August vorläufig durch den ehemaligen Postdampfer Preussen ersetzt. Am 16. Dezember 1908 fuhr dann der umgebaute ehemalige Prinz Heinrich als neuer Partner der Schleswig erstmals von Marseille nach Alexandria. 1910 wurde die Route mit der inzwischen ebenfalls umgebauten Prinzregent Luitpold auf drei Schiffe verstärkt, die jeweils leicht veränderte Routen bedienten.
So wurde Anfang des Jahres  1911 Genua Startpunkt der Schleswig, die jetzt auch regelmäßig Bizerta anlief. Als die Schleswig im November nach Kreuzfahrten im Sommer wieder in den Liniendienst zurückkehrte, war Marseille wieder Startpunkt für die drei Schiffe der Linie. Ab Herbst 1912 war Venedig der neue Ausgangspunkt der von der Schleswig bedienten Mittelmeerlinie des NDL, während die beiden ehemaligen Postdampfer weiter von Marseille über Französisch-Nordafrika nach Ägypten liefen.
1914 führte die Schleswig von Ende April bis Anfang Juni zwei Kreuzfahrten im Mittelmeer durch und verlegte dann in die Heimat, um drei Norwegen-Kreuzfahrten durchzuführen.

### Kriegseinsätze
Bei Kriegsbeginn 1914 befand sich die Schleswig in der Heimat und wurde am 26. August von der kaiserlichen Marine als Lazarettschiff F übernommen und in Danzig stationiert. Das Schiff war für diese Aufgabe mit 383 Krankenhausbetten ausgerüstet worden und verfügte über 76 Mann Sanitätspersonal. Auf dem Schiff wurden Verwundete der Kämpfe in Ostpreußen behandelt. Ende Februar 1916 gab die Marine das Schiff wieder dem NDL zurück.
Im Herbst wurde es wieder von der Marine zum Dienst angefordert und die Schleswig gehörte zu den Truppentransportern, die bei der Besetzung der baltischen Inseln zum Einsatz kamen. Da sie zu den ersten Schiffen gehörte, die entladen wurden, lief sie am 15. Oktober zusammen mit vier anderen Dampfern (Bahia Castillo, Friedrichsruh, Badenia und Scharnhorst) mit russischen Gefangenen beladen nach Libau zurück, um die zweite Staffel der Landungstruppen an Bord zu nehmen. Deren Ausbootung vor Ahrensburg nahm dann erhebliche Zeit in Anspruch. Im Frühjahr 1918 war die Schleswig dann auch am Transport der Ostsee-Division nach Finnland beteiligt.

### Ablieferung derSchleswig
Am 18. August 1919 erfolgte die Ablieferung der Schleswig nach Großbritannien, wo Ellerman’s Wilson Line die Bereederung des Schiffes übernehmen sollte. Das im Tyne aufgelegte Schiff kam allerdings nicht zum Einsatz.
Im Dezember 1919 erfolgte dann die Übergabe des Schiffes an Frankreich. Dort wurde sie in General Duchesne umbenannt und nach einer Modernisierung erstmals am 20. Juli 1922 für die Messageries Maritimes auf der Postlinie „Marseille-Océan Indien“ eingesetzt. Sie war jetzt mit 7290 BRT vermessen und konnte 58 Passagiere in der I. Klasse, 80 in der II. und weitere 48 Fahrgäste in der III. Klasse befördern. Die Ladekapazität betrug dann 7.500 tdw. Die Einsatzroute war jetzt von Marseille über Port Said, Sues, Dschibuti, Diego Suarez und Tamatave nach Réunion und Mauritius. Der Rückweg erfolgte über Réunion, Tamatave, Sainte Marie, Diego Suarez, Nosi Bé, Majunga, Mayotte, Sansibar und Dschibuti. Das Schiff blieb auf dieser Route bis auf zwei Reisen zum Libanon und nach Syrien im Jahr 1926. Als die Reederei ihre Schiffe auf Ölfeuerung umstellte, erfolgte Ende 1932 dann der Verkauf nach La Seyne, um verschrottet zu werden.